# 唐汝楫
唐汝楫（1514年—1597年），字恩濟，自號小漁，浙江金華府蘭溪縣（今浙江省蘭溪市）城中北隅人。民籍。明朝狀元，政治人物。

## 生平
唐汝楫父唐龍，官至吏部尚書，與嚴嵩過從甚密。
唐汝楫中式嘉靖二十八年（1549年）己酉科順天府鄉試第一百三名舉人，嘉靖二十九年（1550年）中庚戌科會試第十一名，一甲一名進士（狀元），四月授翰林院修撰。四十年六月充裕王府讲官，升右春坊右諭德，为皇太子朱载坖讲课。嘉靖四十一年（1562年）九月嚴嵩倒台，唐汝楫因父事嚴嵩，被罷官削職。
隆慶元年，明穆宗為汝楫平反，“特授奉常，寵賚銀幣”。晚年自稱白雲、紫霞二洞主人，終日與田夫野老對談。卒後葬於靈洞鄉八石溪行政村上尹自然村。

## 著作
著有《玉堂集》。

## 家族
曾祖唐賢，曾任推官 累贈光祿大夫太子太保兵部尚書；祖父唐學，累贈光祿大夫太子太保兵部尚書；父唐龍，曾任前光祿大夫太子太保吏部尚書。前母徐氏（累贈一品夫人）；母劉氏（贈一品夫人）。永感下。弟唐汝舟，貢士。